# Das Leben ist kurz – Vita Brevis
Das Leben ist kurz – Vita Brevis (Originaltitel Vita Brevis) ist ein Roman des norwegischen Bestsellerautors Jostein Gaarder. In dem 1996 entstandenen Buch geht es um einen alten lateinischen Brief, den der Icherzähler in einem Antiquariat in Buenos Aires entdeckt hat. Unterschrieben ist der Brief von einer gewissen Floria, und gerichtet ist er an ihren ehemaligen Geliebten, den Kirchenlehrer und Philosophen Augustinus.
Floria klagt Augustinus an und hinterfragt seine religiösen Überzeugungen, aufgrund derer er sie verlassen und ihr den gemeinsamen Sohn genommen habe. Sie stellt damit zugleich eine frauenverachtende kirchliche Ethik und Moral in Frage. Der Text arbeitet mit vielen Zitaten aus Augustinus’ Confessiones und Zitaten antiker Philosophen.
Ob der Brief echt ist, dessen Abschrift der Erzähler auf das Ende des 16. Jahrhunderts datiert und der seiner Meinung nach auf Vorlagen aus dem 4. Jahrhundert beruhen könnte, bleibt im Text offen.
Gaarder spielt dabei mit seinen bildungsbeflissenen Lesern, wenn er immer wieder in den Anmerkungen lateinische Formulierungen des angeblichen Originals anführt. Die einen können stolz sein, dass sie die lateinische „Originalfassung“ aus der Übersetzung erschlossen haben, die anderen darauf, dass sie das Original als Fiktion erkannt haben.
Der Realitätsbezug des Textes ist, dass Augustinus nach Ausweis seiner Bekenntnisse tatsächlich zwölf Jahre lang eine uneheliche Verbindung eingegangen war und mit dieser Frau einen Sohn hatte, bevor er von seiner Mutter zur Ehe mit einer anderen gedrängt wurde und sich dann entschloss, kontemplativ zu leben und sich schließlich zum Bischof wählen ließ.

## Ausgaben
Buch
- Jostein Gaarder: Das Leben ist kurz. Vita brevis. dtv, München 2005, ISBN 3-423-62231-8 (Erstausgabe: Hanser, München/Wien 1997). Übersetzung: Gabriele Haefs

Tonträger
- Jostein Gaarder, Martina Boette-Sonner (Regie), Krista Posch (Sprecherin): Vita brevis. Hör-Verlag, München 1997 (2 Tonkassetten).